# 日本国憲法第82条
日本国憲法 第82条（にほんこく（にっぽんこく）けんぽう だい82じょう）は、日本国憲法の第6章にある条文であり、裁判の公開について規定している。

## 条文
日本国憲法、e-Gov法令検索。

第八十二条
裁判の対審及び判決は、公開法廷でこれを行ふ。
② 裁判所が、裁判官の全員一致で、公の秩序又は善良の風俗を害する虞があると決した場合には、対審は、公開しないでこれを行ふことができる。但し、政治犯罪、出版に関する犯罪又はこの憲法第三章で保障する国民の権利が問題となつてゐる事件の対審は、常にこれを公開しなければならない。

## 沿革

### 大日本帝国憲法
東京法律研究会 p.12

第五十九條裁判ノ對審判決ハ之ヲ公開ス但シ安寧秩序又ハ風俗ヲ害スルノ虞アルトキハ法律ニ依リ又ハ裁判所ノ決議ヲ以テ對審ノ公開ヲ停ムルコトヲ得

### 憲法改正要綱
なし

### GHQ草案
「GHQ草案」、国立国会図書館「日本国憲法の誕生」。

#### 日本語
第七十五条裁判ハ公開廷ニ於テ行ヒ判決ハ公然言ヒ渡スヘシ然レトモ裁判所カ公開ヲ公ノ秩序又ハ善良ノ風俗ニ害有リト全員一致ヲ以テ決スルトキハ非公開ニテ裁判ヲ行フコトヲ得但シ政治的犯罪、定期刊行物ノ犯罪及此ノ憲法第三章ノ確保スル人民ノ権利カ問題ト為レル場合ニ於ケル裁判ハ例外ナク公開セラルヘシ

#### 英語
Article LXXV.Trials shall be conducted and judgment declared publicly. Where, however, a court unanimously determines publicity to be dangerous to public order or morals, a trial may be conducted privately, but trials of political offenses, offenses of the press, and cases wherein the rights of citizens as reserved in Chapter III of this Constitution are in question, shall be conducted publicly without exception.

### 憲法改正草案要綱
「憲法改正草案要綱」、国立国会図書館「日本国憲法の誕生」。

第七十八裁判ノ対審及判決ハ公開法廷ニ於テ之ヲ行フベキコト但シ裁判所ガ全員一致ヲ以テ公ノ秩序又ハ善良ノ風俗ヲ害スルノ虞アリト決シタル場合ニ於テハ対審ハ公開セズシテ之ヲ行フコトヲ得ルコト政治ニ関スル犯罪、出版物ニ関スル犯罪及此ノ憲法第三ノ保障スル国民ノ権利ニ係ル事件ノ対審ハ常ニ之ヲ公開スルコトヲ要スルコト

### 憲法改正草案
「憲法改正草案」、国立国会図書館「日本国憲法の誕生」。

第七十八条
裁判の対審及び判決は、公開法廷でこれを行ふ。
裁判所が、裁判官の全員一致で、公の秩序又は善良の風俗を害する虞があると決した場合には、対審は、公開しないでこれを行ふことができる。但し、政治に関する犯罪、出版物に関する犯罪又はこの憲法第三章で保障する国民の権利が問題となつてゐる事件の対審は、常にこれを公開しなければならない。

### 帝国憲法改正案
「帝国憲法改正案」、国立国会図書館「日本国憲法の誕生」。

第七十八条
裁判の対審及び判決は、公開法廷でこれを行ふ。
裁判所が、裁判官の全員一致で、公の秩序又は善良の風俗を害する虞があると決した場合には、対審は、公開しないでこれを行ふことができる。但し、政治犯罪、出版に関する犯罪又はこの憲法第三章で保障する国民の権利が問題となつてゐる事件の対審は、常にこれを公開しなければならない。

## 解説
2項ただし書で公開停止の例外を挙げているが、この場合では対審についてのみ非公開で判決は常に公開されなければならない。

## 判例
- 強制調停事件（最高裁判所大法廷決定 昭和35年7月6日）
- 最大決昭和40年6月30日[2] - 憲法32条、民法752条
- 最大決昭和41年12月27日[3] - 憲法31条，憲法32条
- レペタ法廷メモ訴訟（最大判平成元年03月08日）
- 最大決平成10年12月1日[4] - 憲法21条1項
裁判官が積極的に政治運動をしたとされた事例